# Washington S. Valentine
Washington S. Valentine (* 1844; † 16. März 1920 in Staten Island) war ein US-amerikanischer Unternehmer in Honduras.

## Leben
Er heiratete Bertha A. Valentine. Ihre Kinder waren Edna, Juanita, Paula und Fred.
Washington S. Valentine war Mitglied der Kane Lodge No. 454.
Die Regierung von Honduras unter Marco Aurelio Soto bot Unternehmen, welche die Mine in San Juancinto investierten eine 20-jährige Befreiung von allen Steuern. Dieses Zusage war für Washington S. Valentin attraktiv und er gründete mit weiteren New Yorker Investoren die New York & Honduras Rosario Mining Company
Washington S. Valentine war Mehrheitseigner der New York & Honduras Rosario Mining Co.
Von 1892 bis 1912 verfügte Washington S. Valentine die Betriebskonzession der Ferrocarril Interocéanico im Departamento de Cortés in Honduras.
1892 wurde das Honduras Syndicate gegründet.
Washington S. Valentine gründete in Honduras die erste private Bank, die Banco de Honduras im Sitz an der Plaza Morazán in Tegucigalpa.
1908 war Washington S. Valentine in Managua und verhandelte mit José Santos Zelaya über einen interozeanischen Kanal.
Im Oktober 1911 wurde Manuel Bonilla das zweite Mal Präsident in Honduras er vergab drei Eisenbahn-, eine Hafenkonzession und zehntausend Hektar Land an Sam Zemurray und annullierte er eine Haupt-Eisenbahnkonzession, welche an Washington S. Valentine vergeben war.
Am 27. November 1913 wurde José Santos Zelaya bei Washington S. Valentine, in der 645 West End Avenue festgenommen.
1915 war Washington S. Valentine am Konsortium, welches eine Erdölprospektionskonzession in der Region Talamanca durch nützliche Aufwendungen in Costa Rica sichern wollte. Der entsprechende Contrato Pinto-Greulich hatte das Parlament passiert. Präsident Alfredo González Flores legte Veto ein.